# Xã Pike, Quận Coshocton, Ohio
Xã Pike (tiếng Anh: Pike Township) là một xã thuộc quận Coshocton, tiểu bang Ohio, Hoa Kỳ. Năm 2010, dân số của xã này là 638 người.